# Sundarapandiapuram
Sundarapandiapuram es una ciudad y nagar Panchayat situada en el distrito de Tenkasi en el estado de Tamil Nadu (India). Su población es de 8987 habitantes (2011).

## Demografía
Según el censo de 2011 la población de Sundarapandiapuram era de 8987 habitantes, de los cuales 4492 eran hombres y 4495 eran mujeres. Sundarapandiapuram tiene una tasa media de alfabetización del 72,13%, superior a la media estatal del 80,09%: la alfabetización masculina es del 79,85%, y la alfabetización femenina del 64,52%.